# シェルドン・グラショー
シェルドン・リー・グラショー（Sheldon Lee Glashow(アメリカ: [ˈɡlæʃoʊ], イギリス: [ˈɡlæʃaʊ];, 1932年12月5日 – ）は、アメリカ合衆国の物理学者。ボストン大学の、数学と物理学の教授である。

## 経歴
ニューヨーク市に生まれる。両親はロシア系のユダヤ人の移民。グラショーはニューヨークのブロンクス科学高校でスティーヴン・ワインバーグとともに学んだ。1954年にコーネル大学より学士号を取得し、1959年にハーバード大学のジュリアン・シュウィンガーの下で博士号を取得した。
1960年ごろ、グラショーは電弱相互作用に関する初めての理論を提案し、これは後にアブドゥッサラームとワインバーグによって発展された。この研究により、3人は1979年度のノーベル物理学賞を受賞した。またジョン・イリオポロス、ルチャーノ・マイアーニらとの研究で、チャームクォークの存在を予言した。
1961年にスタンフォード大学の教職員となり、1962年カリフォルニア大学バークレー校準教授、1966年ハーバード大学教授となった。また、客員教授として、1964年にブルックヘブン国立研究所、ニールス・ボーア研究所、1968年には欧州原子核研究機構を訪れている。グラショーは超弦理論の懐疑論者であり、実験的な証明ができない点を問題視している。またグラショーは『原子力科学者会報』(Bulletin of the Atomic Scientists) 誌のスポンサー委員を務めている。

## 受賞歴
- 1977年 - ロバート・オッペンハイマー記念賞
- 1979年 - ノーベル物理学賞
- 1994年 - リヒトマイヤー記念賞
- 2011年 - 高エネルギー・素粒子物理学賞
- 2017年 - オスカル・クラインメダル